# Грецовы
Грецовы — древний дворянский род.
В родословных книгах род показан выехавшим из Греции, от чего и пошла фамилия.
Род ведёт начало от Феоктиста Грецова, сыновья которого: Никифор, Леонтий, Никита и Аврам владели поместьями в Венёвском уезде (1662).
При подаче документов (1686) для внесения рода в Бархатную книгу, была предоставлена родословная роспись Грецовых и наказы Рязрядного приказа (1669—1683).
Род внесён в VI часть дворянской родословной книги Тульской губернии.

## Известные представители
- Грецов Григорий Васильевич — московский дворянин (1667—1677), воевода в Харькове (1669), Новом Осколе (1674), Валуйках (1683).
- Грецов Пётр Григорьевич — стряпчий (1676), стольник (1680—1692).
- Грецов Григорий Фёдорович — стряпчий (1692)
- Грецовы: Александр Денисович, Фёдор Васильевич и Фёдор Иванович — московские дворяне (1677—1692)[3][4].